# Туг (Ходжавендський район)
Туг або Тох (азерб. Tuğ; вірм. Տող, Տողը) — село у Ходжавендському районі Азербайджану.
9 листопада 2020 року в ході Другої Карабаської війни перейшло під контроль Збройних сил Азербайджану.

## Інфраструктура
26 травня 2011 р. в селі відкрилася школа мистецтв.

## Виноробство
У селі вироблялося вино «Катаро» та вирощувалися виноградники.

## Пам'ятки
У селі розташована фортеця «Ктішберд» (9-13 ст.), монастир Гтчаванк (1241—1246 рр.), церква Св. Ованеса (1736 р.), хачкар (12-13 ст.), церква Св. Степаноса (1747 р.), цвинтар (17-19 ст.) та Княжий палац мелікства Дізака (1737 р.).

## Галерея

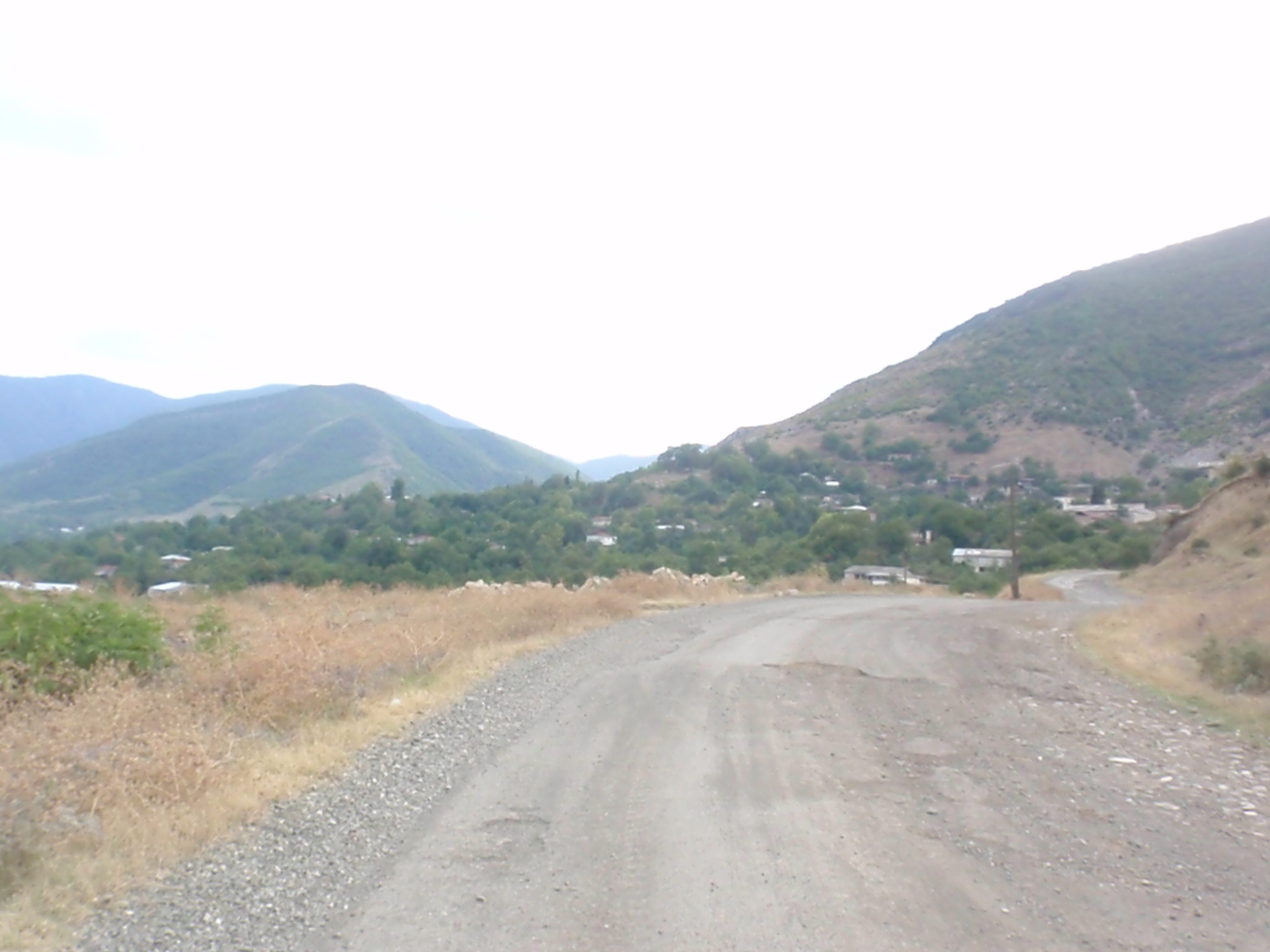
Загальний вигляд
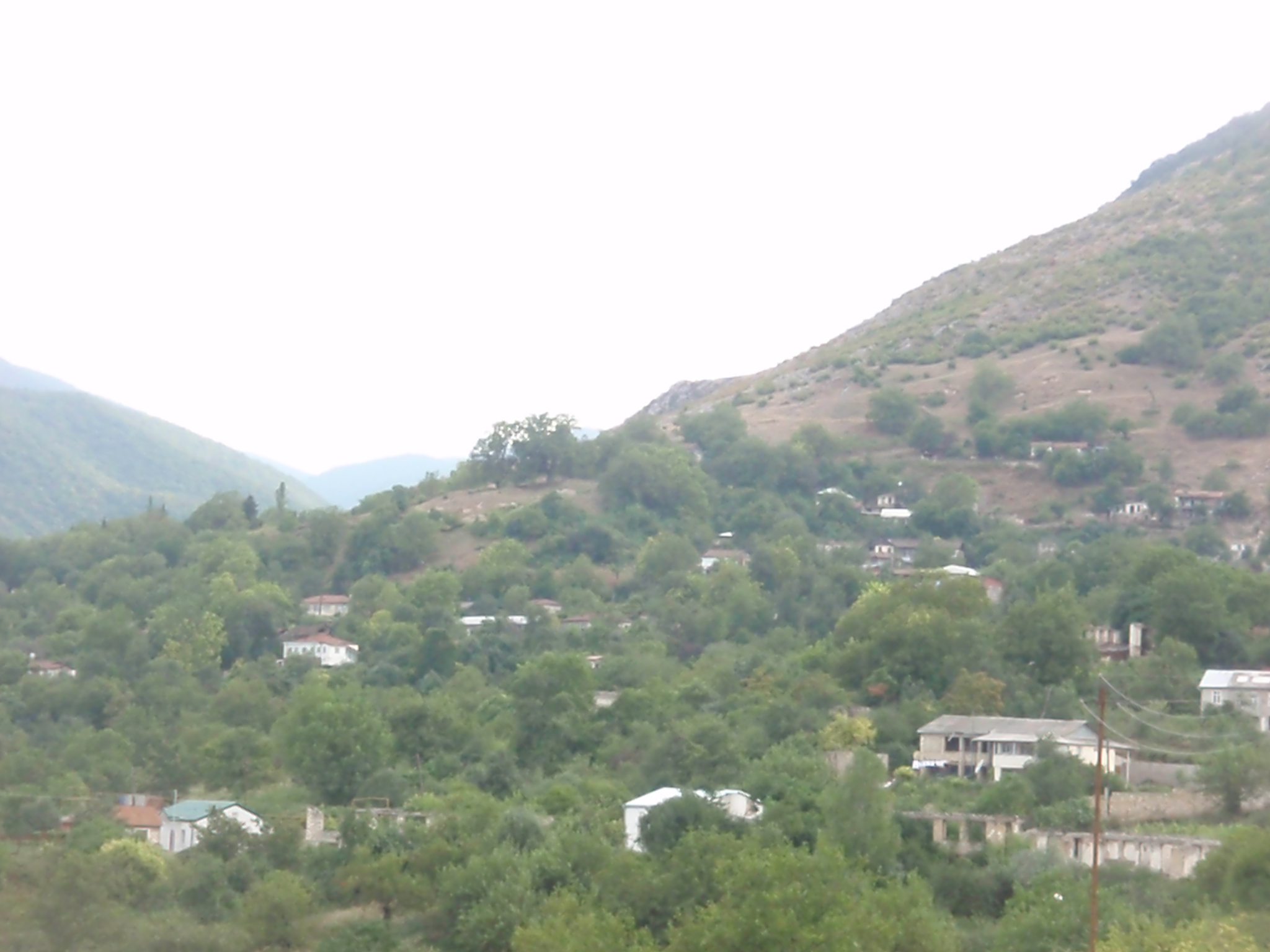
Зближений вигляд
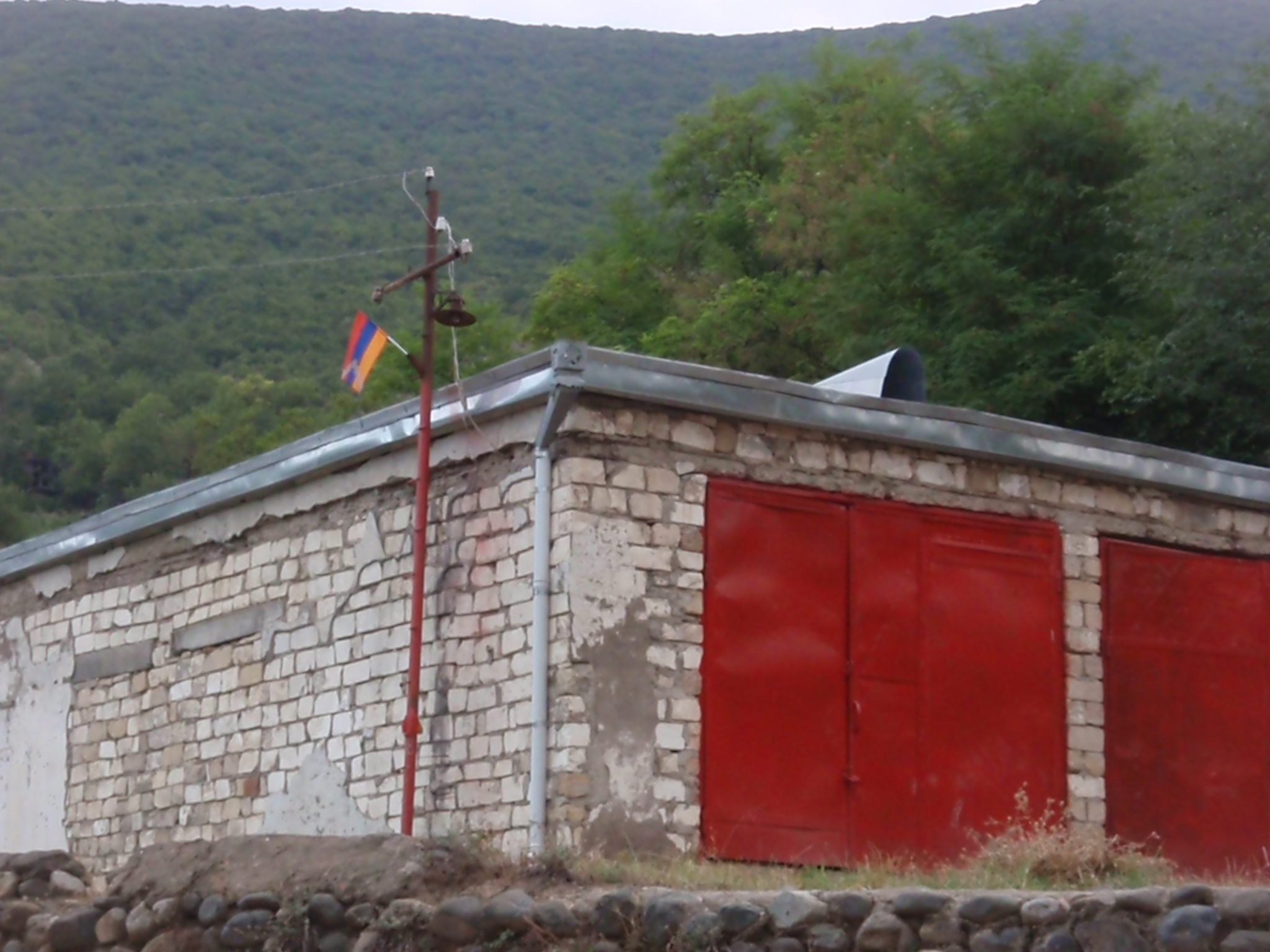
Пожежна частина

- Примітка: фотографії Княжого палацу мілікства Дізака — в окремій статті.